# Memoriał Jana Ciszewskiego 2003
Memoriał im. Jana Ciszewskiego 2003 – 20. edycja turnieju żużlowego poświęconego pamięci znanego polskiego komentatora sportowego Jana Ciszewskiego, który odbył się 13 września 2003 roku. Turniej wygrał Rune Holta.

## Wyniki
- Stadion Miejski (Rybnik), 13 września 2003
- Sędzia: Marek Wojaczek

| Msc. | Zawodnik            | Klub         | Pkt  |              |  |
| ---- | ------------------- | ------------ | ---- | ------------ |  |
| 1    | Rune Holta          | Norwegia     | 15+9 | (3,3,3,3,3)  |  |
| 2    | Rafał Dobrucki      | Leszno       | 11+6 | (3,0,2,3,3)  |  |
| 3    | Wiesław Jaguś       | Toruń        | 10+3 | (3,3,1,3,0)  |  |
| 4    | Bohumil Brhel       | Czechy       | 8+4  | (0,2,1,2,3)  |  |
| 5    | Zbigniew Czerwiński | Częstochowa  | 10+2 | (0,3,3,2,2)  |  |
| 6    | Sławomir Drabik     | Wrocław      | 8+1  | (1,1,2,3,1)  |  |
| 7    | Tomasz Bajerski     | Toruń        | 8    | (2,3,0,d4,3) |  |
| 8    | Tomasz Jędrzejak    | Wrocław      | 8    | (2,2,2,d4,2) |  |
| 9    | Kai Laukkanen       | Finlandia    | 7    | (1,0,3,2,1)  |  |
| 10   | Daniel Nermark      | Szwecja      | 6    | (0,2,3,1,0)  |  |
| 11   | Mariusz Węgrzyk     | Rybnik       | 5    | (3,0,0,1,1)  |  |
| 12   | Ryan Sullivan       | Australia    | 5    | (2,0,0,1,2)  |  |
| 13   | Andrzej Huszcza     | Zielona Góra | 5    | (1,2,1,0,1)  |  |
| 14   | Sebastian Ułamek    | Częstochowa  | 5    | (1,1,1,2)    |  |
| 15   | Jesper B. Jensen    | Dania        | 4    | (0,1,2,1,0)  |  |
| 16   | Mariusz Staszewski  | Rybnik       | 3    | (2,1,0,0,0)  |  |
|      | rez. Adam Pawliczek | Rybnik       |      | (2)          |  |
|      | rez. Roman Chromik  | Rybnik       |      | (ns)         |  |
|      | rez. Łukasz Szmid   | Rybnik       |      | (ns)         |  |